# Carl Modén
Carl August Modén, född 14 oktober 1901 i Bollnäs församling, Gävleborgs län, död 1988, var en svensk tandläkare.
Modén, som var son till järnvägskontrollören Oscar Andersson och Thérese Modén, blev efter studentexamen vid Uppsala enskilda läroverk och privatgymnasium 1920 tandläkarkandidat 1921 och avlade tandläkarexamen 1924. Han var amanuens vid Tandläkarinstitutets röntgenavdelning 1923, assistent vid dess tandkirurgiska avdelning 1925–1927, extra lärare vid samma avdelning 1927–1937 och t.f. assisterande lärare där 1937–1944 och t.f. chef för tandkirurgiska avdelningen 7 månader 1939. Han innehade praktik i Karlsborg 1924 och i Stockholm från samma år. Han gav kurser i kirurgi och tandkirurgi för Tandläkarinstitutets tandsköterskeelever 1926–1938 samt ett antal föreläsningar om tandvård för Statens distriktssköterskeskola 1938–1939. Han företog en studieresa till USA 1934. 